# سیناپسس
سیناپسس (انگلیسی: Synopsys) شرکت الکترونیک آمریکایی است، که در سال ۱۹۸۶ توسط آرت ده خئوس تأسیس شد.